# Quintet per a piano i vent (Beethoven)
El Quintet per a piano i vent en mi bemoll major, Op. 16, és una obra de Ludwig van Beethoven composta l'any 1796. És un quintet per a oboè, clarinet, trompa, fagot i piano. Està dedicat a Monseigneur el Príncep Regnant de Schwarzenberg, Fou estrenat el 6 d'abril de 1797 a Viena pel Quartet Schuppanzigh amb el compositor al piano.

## Estructura
1. Grave - Allegro ma non troppo
2. Andante cantabile
3. Rondo: Allegro ma non troppo

La seva interpretació dura uns 25 minuts.
Se suposa que està inspirat en el Quintet per a piano i vent, K. 452 (1784) de Mozart, que té la mateixa instrumentació i també està en mi bemoll major.
Beethoven posteriorment el va transcriure com a Quartet per a piano i trio de corda (violí, viola i violoncel), utilitzant el mateix número d'opus (Op. 16/b), les indicacions de tempo i la temporització general. Artaria va publicar una transcripció no autoritzada del Quintet Op. 16 com a quartet de corda que van designar com a Op. 75.